# Arg max
Die Bezeichnung arg max (argumentum maximi, dt. Argument des Maximums) wird in der Analysis und Optimierung verwendet, um anzugeben, an welchem Argument das Maximum einer gegebenen Funktion angenommen wird. Analog dazu wird arg min im Minimierungsfall benutzt. Für Optimierungsprobleme wird mit {\displaystyle {\operatorname {arg\,max} }_{M}f} auch der Optimalpunkt von {\displaystyle f} auf der Menge {\displaystyle M} bezeichnet.

## Definition

Die normierte und nicht-normierte sinc Funktion haben 0, da ihr maximaler Wert 1 an der Stelle x = 0 angenommen wird.

Ist {\displaystyle D} der Definitionsbereich einer Funktion {\displaystyle f:D\to \mathbb {R} } und {\displaystyle M\subseteq D} eine Teilmenge desselbigen, dann ist {\displaystyle {\operatorname {arg\,max} }_{M}} von {\displaystyle f} die Stelle {\displaystyle x_{\mathrm {max} }}, an der die Funktion ihr Maximum auf {\displaystyle M} annimmt, das heißt
{\displaystyle x_{\mathrm {max} }={\underset {x\in M}{\operatorname {arg\,max} }}\,f(x):\Leftrightarrow f(x_{\mathrm {max} })=\max _{x\in M}f(x).}
Es geht also nicht um den Wert des Maximums selbst, sondern um einen Wert aus dem Definitionsbereich. Dieser Wert ist nicht wohldefiniert, falls die Funktion ihr Maximum an mehreren Stellen annimmt oder kein Maximum hat.
Falls {\displaystyle M=D} gilt oder aus dem Kontext heraus klar ist, auf welche Menge {\displaystyle M} sich die Maximierung bezieht, schreibt man verkürzend auch nur {\displaystyle {\operatorname {arg\,max} }f}.

### Beispiel
Die Funktion {\displaystyle f(x)=x(10-x)} besitzt den maximalen Wert {\displaystyle 25}, der an der Stelle {\displaystyle x_{\mathrm {max} }=5} angenommen wird. Daher gilt
{\displaystyle {\underset {x\in \mathbb {R} }{\operatorname {arg\,max} }}(x(10-x))=5.}

## Alternative Definition
Um Wohldefiniertheit zu erreichen, wird {\displaystyle \arg \max } alternativ auch als mengenwertige Abbildung erklärt:
{\displaystyle {\underset {x\in D}{\operatorname {arg\,max} }}\,f(x):=\{x\in D\ |\ f(x){\text{ maximal}}\}=\{x\in D\ |\ \forall y\in D\ f(y)\leq f(x)\}=f^{-1}\left(\max _{x\in D}f(x)\right)}
Analog dazu wird
{\displaystyle {\underset {x\in D}{\operatorname {arg\,min} }}\,f(x):=\{x\in D\ |\ f(x){\text{ minimal}}\}=\{x\in D\ |\ \forall y\in D\ f(y)\geq f(x)\}=f^{-1}\left(\min _{x\in D}f(x)\right)}
definiert.

### Beispiel
{\displaystyle {\underset {x\in [0,4\pi ]}{\operatorname {arg\,max} }}\,\cos(x)=\{0,2\pi ,4\pi \}.}